# 木津川市立上狛小学校
木津川市立上狛小学校（きづがわしりつ かみこましょうがっこう）は、京都府木津川市山城町上狛にある公立小学校。

## 概要
山城町南部を校区とする小学校である。明治時代からの歴史を誇る小学校である。

## 沿革
- 1873年（明治6年） - 上狛小学校創立
- 1887年（明治20年） - 上狛尋常小学校へ改称
- 1892年（明治25年） - 上狛尋常高等小学校を併設
- 1999年（明治32年） - 上狛尋常高等小学校へ改称
- 1918年（大正7年） - 実業補習学校を併設
- 1934年（昭和9年） - 校歌制定
- 1941年（昭和16年） - 上狛国民学校へ改称
- 1947年（昭和22年） - 上狛町高麗村組合立上狛小学校へ改称
- 1956年（昭和31年） - 山城町立上狛小学校へ改称
- 1965年（昭和40年） - プール新設
- 1966年（昭和41年） - 鉄筋コンクリート校舎（北校舎）竣工
- 1967年（昭和42年） - 給食開始
- 1971年（昭和46年） - グラウンドを拡張
- 1978年（昭和53年） - 鉄筋コンクリート校舎（南校舎）竣工
- 1999年（平成11年） - コンピューター教室新設
- 2007年（平成19年）3月 - 山城町が木津町、加茂町と合併し木津川市が発足したことにより、木津川市立上狛小学校に改称。

## 主な進学先
- 木津川市立山城中学校

## 交通
- JR奈良線 上狛駅下車 北西へ約500m

## 通学区域が隣接している学校
- 木津川市立棚倉小学校
- 木津川市立恭仁小学校
- 木津川市立加茂小学校
- 木津川市立城山台小学校
- 木津川市立木津小学校
- 木津川市立相楽小学校
- 精華町立川西小学校